# Aurélien Rougerie
Aurélien Rougerie (Beaumont, 26 settembre 1980) è un ex rugbista a 15 francese che giocava nel ruolo di tre quarti centro. Ha disputato tutta la sua carriera professionistica nel Clermont di cui è stato capitano dal 2006 al 2014; con 23 mete in 76 presenze è, inoltre, l'ottavo miglior marcatore di sempre nella Francia.

## Biografia
Figlio d'arte (suo padre Jacques, è un ex pilone che disputò anche un incontro in Nazionale francese, e sua madre, Christine Dulac, fu campionessa di pallacanestro negli anni settanta), ha sempre militato nel Montferrand, poi diventato Clermont-Auvergne, club nelle cui giovanili crebbe.
Esordiente in prima squadra nel 2000, dal 2001 è presente in Nazionale, nella quale esordì in un test match contro il Sudafrica.
Con la Nazionale ha preso parte ai Sei Nazioni del 2002, 2003, 2005, 2006 e 2008, vincendo quelli del 2002 e del 2006 (di cui il primo con il Grande Slam).
È stato inoltre selezionato per le Coppe del Mondo 2003 (in Australia) e 2007 (in Francia), in entrambi i casi piazzandosi quarto assoluto con la propria Nazionale.
Nell'agosto 2002 un incidente rischiò seriamente di comprometterne la carriera: durante un'amichevole contro il London Wasps, Rougerie fu colpito alla laringe dal tallonatore inglese Phil Greening; tracheotomizzato, fu ricoverato in ospedale per diverse settimane, nel corso delle quali fu operato tre volte e alimentato per sonda naso-gastrica; tornò in campo quattro mesi dopo l'incidente, a causa del quale perse nove kg di peso corporeo.
Nel 2007 il tribunale di Clermont-Ferrand riconobbe Greening civilmente responsabile per il danno inflitto a Rougerie e lo condannò al pagamento di una somma di circa 40.000 euro.
Dal 2006 è capitano del Clermont-Auvergne; alla fine del 2008 si sottopose a un intervento chirurgico per ridurre un'ernia cervicale e per tale ragione saltò i test di metà anno e autunnali della Nazionale francese; è tornato a rivestire la maglia blu della Francia in occasione del Sei Nazioni 2010.

## Palmarès
- Campionati francesi: 2
Clermont Auvergne: 2009-10, 2016-17
- Challenge Cup: 1
Clermont Auvergne: 2006-07